# Groupe d'ESO 323-27
Le groupe de ESO 323-27 comprend au moins dix galaxies situées dans la constellation du Centaure. La distance moyenne entre ce groupe et la Voie lactée est d'environ 59,6 Mpc (∼194 millions d'al). 

## Membres
Le tableau ci-dessous liste les dix galaxies du groupe indiquées dans l'article de A.M. Garcia paru en 1993.
| Nom         | Class.     | Type                  | α (J2000.0)   | δ (J2000.0)  | Vitesse radiale (km/s) | m               | Distance (Mpc) | Diamètre (kal) |
| ----------- | ---------- | --------------------- | ------------- | ------------ | ---------------------- | --------------- | -------------- | -------------- |
| NGC 4706    | SAB0^0(s)  | Lenticulaire          | 12h 49m 54.1s | -41° 16′ 46″ | 3862 ± 3               | 12,8            | 61,1 ± 4,3     | 85             |
| ESO 323-19  | E+         | Elliptique            | 12h 52m 03.1s | -41° 27′ 36″ | 3945 ± 3               | 12,45 ± 0,09    | 62,3 ± 4,4     | 97             |
| ESO 323-27  | SAB(r)bc   | Spirale intermédiaire | 12h 52m 50.5s | -40° 27′ 06″ | 3836 ± 10              | 11,10 ± 0,05    | 53,6 ± 3,8     | 111            |
| ESO 323-93  | Sc         | Spirale               | 12h 49m 04.1s | -41° 20′ 20″ | 3451 ± 32              | 12,29           | 54,8 ± 3,9     | 168            |
| PGC 43353   | dE         | Elliptique            | 12h 49m 25.4s | -41° 25′ 46″ | 4056 ± 22              | 15,65           | 56,6 ± 4,2     | 29             |
| ESO 322-102 | SB(s)0^0^: | Lenticulaire          | 12h 49m 37.8s | -41° 23′ 17″ | 3627 ± 12              | 12,04 ± 0,01    | 57,6 ± 4,1     | 77             |
| PGC 43377   | E?         | Elliptique naine      | 12h 49m 38.1s | -40° 23′ 59″ | 3870 ± 0               | 13,829 ± 0,022A | 61,3 ± 4,3     | ?              |
| PGC 43569   | S          | Spirale               | 12h 51m 36.3s | -41° 29′ 33″ | 3864 ± 18              | 14,44           | 61,1 ± 4,3     | 28             |
| PGC 43604   | SB0        | Lenticulaire          | 12h 51m 56.4s | -41° 32′ 21″ | 3682 ± 12              | 13,68           | 58,4 ± 4,1     | 73             |
| PGC 43652   | S0         | Lenticulaire          | 12h 51m 15.7s | -41° 15′ 33″ | 3388 ± 18              | 14,62           | 54,1 ± 3,8     | 50             |

- A Dans le proche infrarouge.

Le site DeepskyLog permet de trouver aisément les constellations des galaxies mentionnées dans ce tableau ou si elles ne s'y trouvent pas, l'outil du site constellation permet de le faire à l'aide des coordonnées de la galaxie. Sauf indication contraire, les données proviennent du site NASA/IPAC. 